# エウロッパ/フィラ駅
エウロッパ|フィラ駅（カタルーニャ語：Estació d'Europa | Fira、スペイン語：Estación de Europa | Fira）はスペインのカタルーニャ州バルセロナ県バルサルネス郡ルスピタレート・ダ・リュブラガートにある、カタルーニャ公営鉄道（FGC）バルセロナ交通局（TMB）の鉄道駅。カタルーニャ公営鉄道の駅はリュブラガート-アノイア線（8号線・S3線・S4線・S8線・S9線・R5線・R50線・R6線・R60線）が、バルセロナ交通局の駅はバルセロナ地下鉄9号線が乗り入れる。

## 歴史
FGCリュブラガート-アノイア線のイルデフォンソ・セルダ-ゴルナル間の途中駅として2007年5月13日に新規開業した。地下鉄9号線は2016年2月12日に開業したが、当初は2007年に開業する予定だった。

## 駅構造
改札外コンコース部はFGC・TMBで共有。改札口は別々。

### カタルーニャ公営鉄道（FGC）

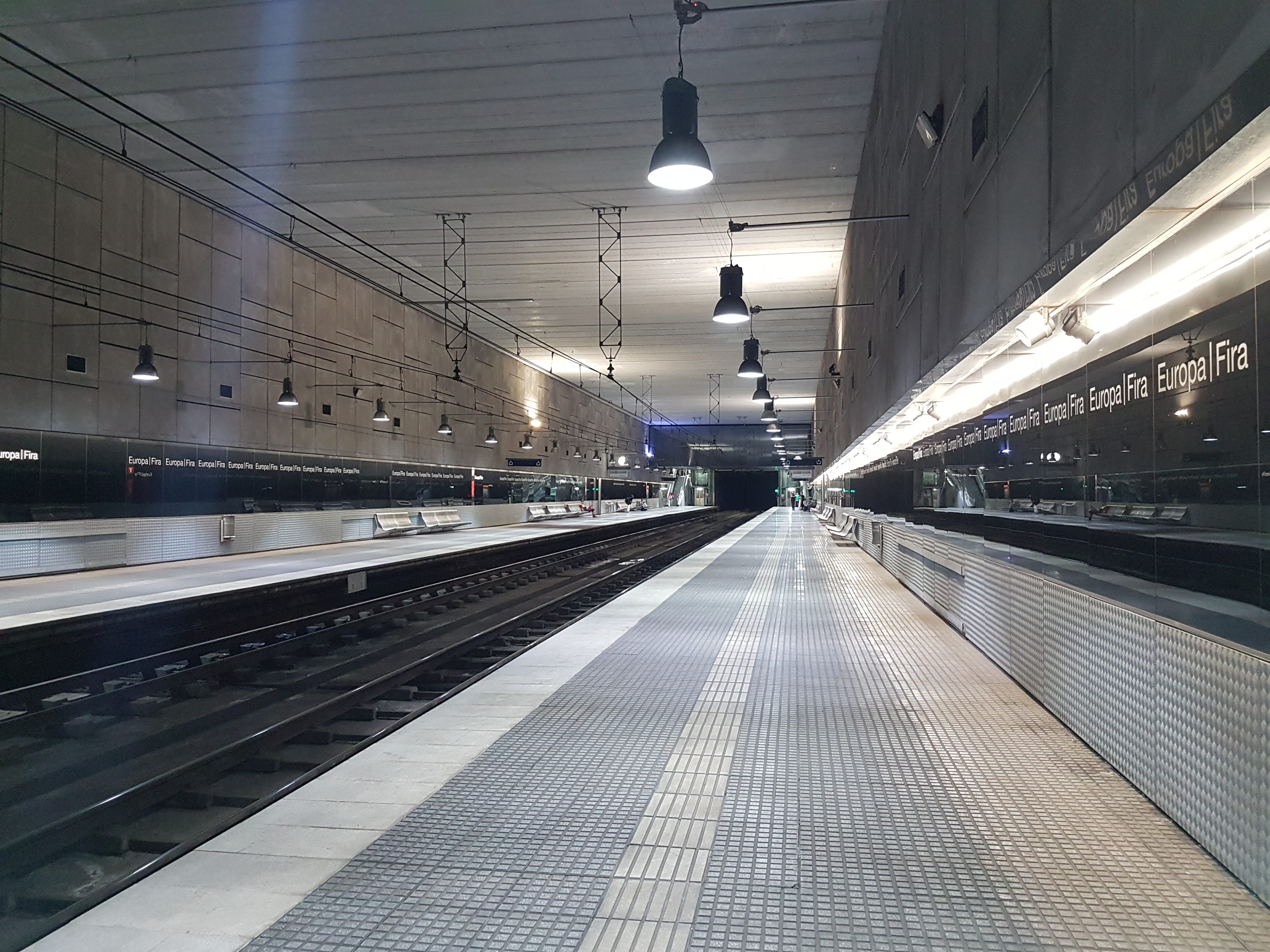
プラットホーム

グランヴィア・デ・ロスピタレット通りの地下に駅施設がある、相対式ホーム2面2線の地下駅。ホーム東端（プラサ・デ・エスパーニャ方）に改札口につながる階段やエスカレータ、エレベータがある。
| 番線 | 系統         | 行先                         |
| ---- | ------------ | ---------------------------- |
| 1    | 8号線        | モリ・ノウ方面               |
| 1    | S3線         | カン・ロス方面               |
| 1    | S4線         | オレサ・デ・モンセラート方面 |
| 1    | S8線         | マルトレル・アンヤッス方面   |
| 1    | S9線         | クアトレ・カミンス方面       |
| 1    | R5線、 R50線 | マンレサ方面                 |
| 1    | R6線、 R60線 | イグアラダ方面               |
| 2    | 上記全系統   | プラサ・デ・エスパーニャ方面 |

- プラットホーム

### バルセロナ交通局（TMB）

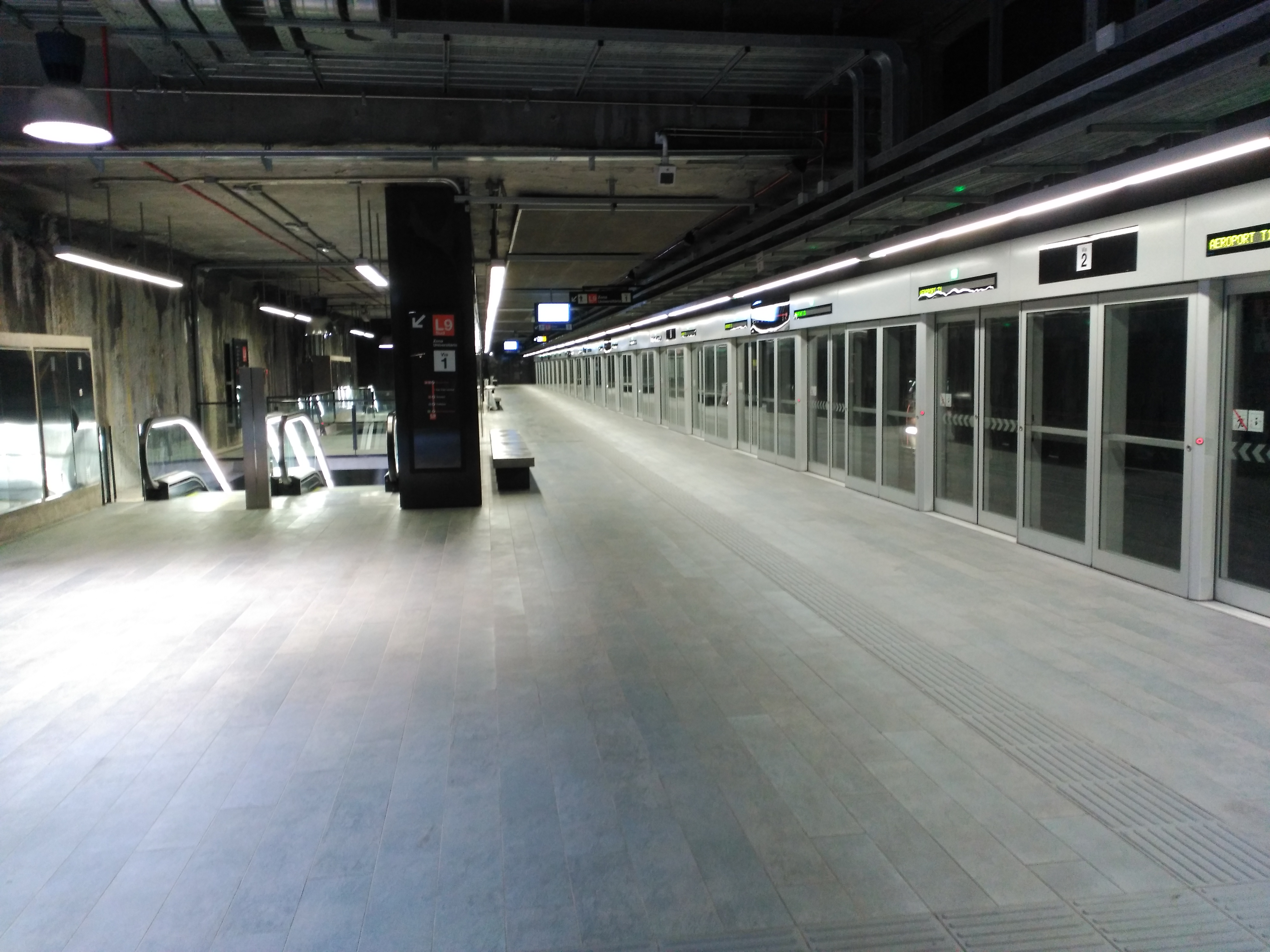
アエロポルトT1方面ホーム

方向別単式ホーム1面1線の2層構造。地下3階がアエロポルトT1方面、地下4階がゾナ・ウニベルシタリア方面になっている。
| 番線 | 路線  | 行先                       |
| ---- | ----- | -------------------------- |
| 1    | 9号線 | ゾナ・ウニベルシタリア方面 |
| 2    | 9号線 | アエロポルトT1方面         |

- アエロポルトT1方面ホーム

## 駅周辺

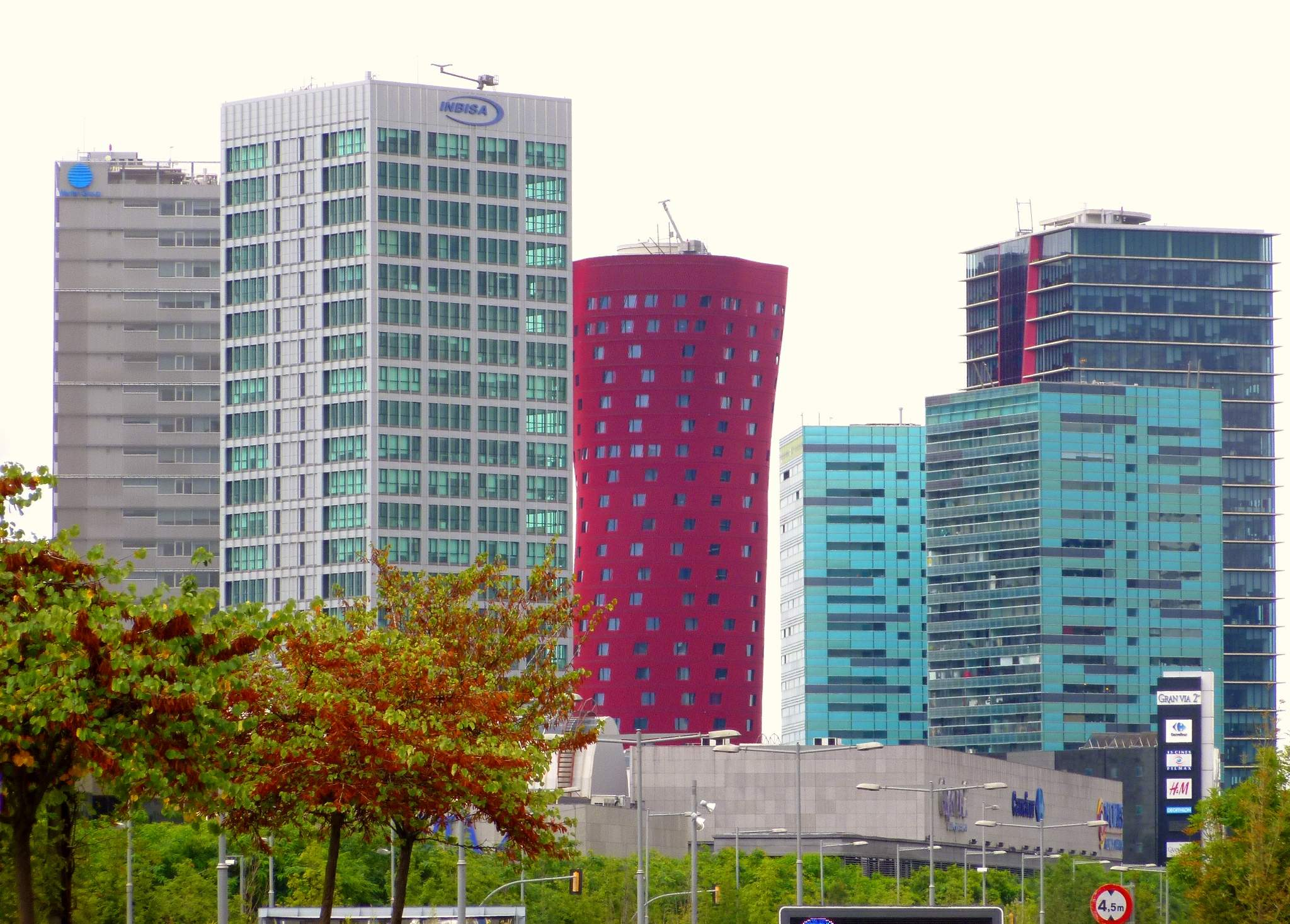
駅周辺のビル群

- ヨーロッパ広場（英語版、カタルーニャ語版、スペイン語版）
- ホテル・ポルタ・フィラ（英語版、カタルーニャ語版、スペイン語版）
- イケア ルスピタレート・ダ・リュブラガート
- グラン・ビア2（スペイン語版）
  - カルフール
- フィラ・バルセロナ・グラン・ビア（Fira Barcelona Gran Via）
- メルカドーナ

## 隣の駅
カタルーニャ公営鉄道（FGC）
 8号線、 S3線、 S4線、 S8線、 S9線、 R5線、 R50線、 R6線、 R60線
イルデフォンソ・セルダ駅 - エウロッパ|フィラ駅 - ゴルナル駅
バルセロナ交通局（TMB）
 9号線
フィラ駅  - エウロッパ|フィラ駅 - カン・トリアス|ゴルナル駅